# Resolució 681 del Consell de Seguretat de les Nacions Unides
La Resolució 681 del Consell de Seguretat de les Nacions Unides, adoptada per unanimitat el 20 de desembre de 1990 després d'haver rebut l'informe del Secretari General Javier Pérez de Cuéllar autoritzat en la Resolució 672 (1990) relativa al disturbis al Mont del Temple, el Consell va expressar la seva preocupació pel rebuig d'Israel de les resolucions 672 (1990) i 673 (1990).
El Consell va condemnar Israel per la seva decisió de reprendre la deportació de palestins dels territoris ocupats pels israelians, exhortant el govern israelià a acceptar l'aplicabilitat de jure del Quart Conveni de Ginebra de 1949 i complir-lo. Israel va dir que van ser deportats per "incitar a la violència".
La resolució 681 va demanar al Secretari General, d'acord amb la seva recomanació en l'informe, examinar possibles mesures que poguessin adoptar, les Altes Parts Contractants de la Quarta Convenció i el Comitè Internacional de la Creu Roja, en virtut de la Convenció, informant al Consell del progrés de les discussions. També va exigir al Secretari General que seguís vigilant la situació a la zona, informant la primera setmana de març de 1991 i cada quatre setmanes després.
La resolució es va aprovar durant les tensions relatives a la invasió de Kuwait a l'Iraq, amb la qual Saddam Hussein havia intentat vincular la resolució del problema kuwaitià amb una solució al problema palestí.